# Molossus coibensis
Molossus coibensis (Allen, 1904) è un pipistrello della famiglia dei Molossidi diffuso in America centrale e meridionale.

## Descrizione

### Dimensioni
Pipistrello di piccole dimensioni, con la lunghezza della testa e del corpo tra 52 e 64 mm, la lunghezza dell'avambraccio tra 33 e 37 mm, la lunghezza della coda tra 28 e 37 mm, la lunghezza del piede tra 9 e 11 mm, la lunghezza delle orecchie tra 13 e 15 mm e un peso fino a 16 g.

### Aspetto
La pelliccia è corta e vellutata, con delle setole più lunghe sulla groppa. Le parti dorsali sono nere o marroni scure con la base dei peli bianca, mentre le parti ventrali sono marroni. Il muso è nero, corto, tronco ed elevato. Una sacca golare è ben sviluppata nei maschi e rudimentale nelle femmine. Le orecchie sono nere, corte, larghe e unite anteriormente alla base, dalla quale si estende fino alle narici una cresta cutanea. Il trago è piccolo, diritto ed appuntito, nascosto dietro l'antitrago il quale è grande e semi-circolare. Le membrane alari sono nerastre e attaccate posteriormente sulle caviglie. I piedi sono corti. La coda è lunga, tozza e si estende per circa la metà oltre l'uropatagio.

## Biologia

### Alimentazione
Si nutre di insetti.

## Distribuzione e habitat
Questa specie è diffusa dallo stato messicano meridionale del Chiapas attraverso le coste occidentali del Guatemala, Honduras, El Salvador, Nicaragua e Costa Rica fino a Panama e in Colombia, Ecuador, Venezuela, Guyana, Guyana francese, Perù centro-orientale e negli stati brasiliani del Mato Grosso, Amazonas, Bahia, Minas Gerais, Maranhão, San Paolo, Mato Grosso do Sul e Pará.
Vive nelle foreste decidue secche e in ambienti aperti fino a 1.300 metri di altitudine.

## Tassonomia
Gli individui della Guyana francese precedentemente assegnati a M.barnesi sono stati trasferiti a questa forma.

## Conservazione
La IUCN Red List, considerato il vasto areale, la popolazione presumibilmente numerosa e la tolleranza alle modifiche ambientali, classifica M.coibensis come specie a rischio minimo (Least Concern)).